# Nash-Healey
La Nash-Healey est une voiture de sport deux places qui a été produite pour le marché américain entre 1951 et 1954. Commercialisée par Nash-Kelvinator Corporation avec la transmission Nash Ambassador sur un châssis-carrosserie européen, elle a servi de véhicule halo (ou image), voiture-phare, pour aider le constructeur à promouvoir les ventes d'autres modèles Nash. C'était "La première voiture de sport de l'après-guerre", et la première à être introduite aux États-Unis par un grand constructeur automobile après la Grande Dépression. La Nash-Healey a été conçue en partenariat entre Nash-Kelvinator Corporation et le constructeur automobile Britannique Donald Healey. Par la suite, la voiture a été redessinée par Pinin Farina et le sous-assemblage a commencé en Italie.
Une version de course, construite avec une carrosserie en aluminium, a terminé troisième aux 24 heures du Mans de 1952.

## Origine
Donald Healey et le directeur de Nash-Kelvinator George W. Mason se sont rencontrés sur le Reine Elizabeth, un paquebot reliant les États-Unis à la Grande-Bretagne. Healey était de retour en Angleterre après sa tentative d'acheter des moteurs Cadillac, mais General Motors avait refusé son idée. Il voulait développer la production de la Healey Silverstone que le pilote de voitures de course Briggs Cunningham avait personnalisée avec le nouveau moteur Cadillac V8 à arbres à came en tête. Mason et Healey se sont rencontrés au cours d'un dîner et un plan de production est élaboré durant le reste du voyage. Ils sont devenus amis parce qu'ils étaient tous les deux intéressés par la photographie. Mason avait une caméra stéréo (3-D) qui intrigua Healey.
La Nash-Healey de 1951 fut la première voiture de sport de l'après-guerre venant d'un grand constructeur automobile Américain, et a battu la Chevrolet Corvette introduite en 1953. Les précédentes Kurtis Kraft et Muntz Jet n'étaient pas réellement en production dans le vrai sens du mot. La première version de production a été exposée au Miami Auto Show en février 1951.

### 1951

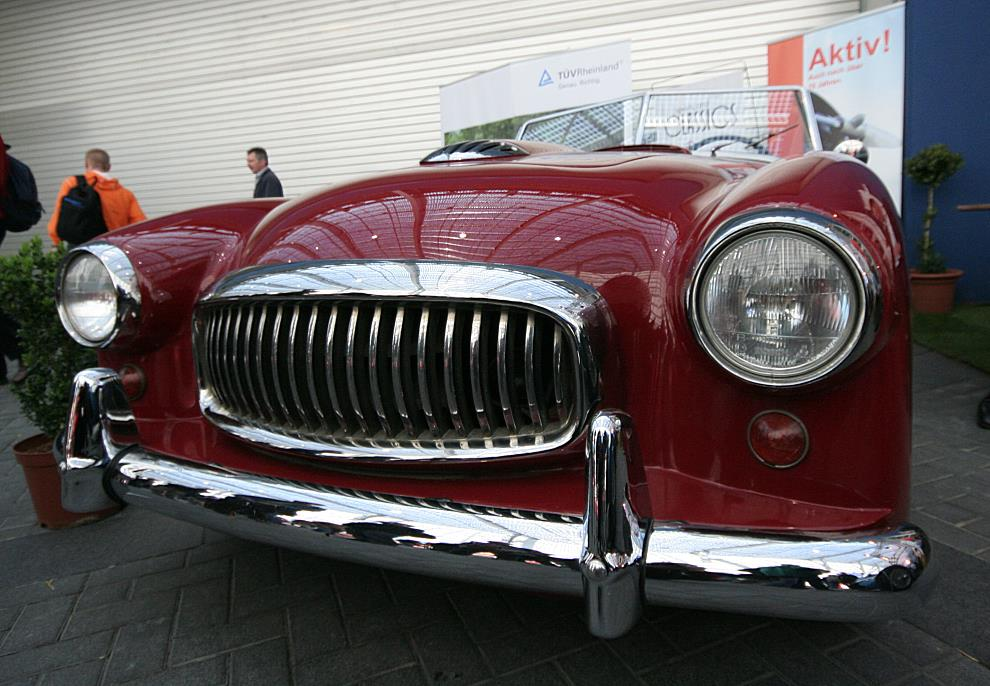
1951 Nash-Healey

Nash Motors fournit donc la Donald Healey Motor Company avec le groupe motopropulseur venant de l'Ambassador, un six cylindres en ligne à soupapes en tête de 3 855 litres de cylindrée et la boîte manuelle à trois vitesses avec overdrive Borg-Warner, en plus du tube de couple et du différentiel. Healey équipa le moteur d'une culasse en aluminium (à la place de la fonte de fer d'origine), plus légère et offrant plus de compression, avec deux carburateurs SU de 1,75 pouce (44 mm) qui étaient populaires sur les voitures de sport britanniques à l'époque. Ceci porte la puissance à 125 cv, contre 112 à la version initiale.   Comparé à d'autres voitures de sport contemporaines Britanniques, le moteur de la Nash-Healey était long, lourd et encombrant. Toutefois, l'idée de départ de Donald Healey était d'utiliser un moteur encore plus gros, le Cadillac V8 de 5,4 litres, et la voiture fut conçue avec un compartiment moteur permettant aux propriétaires de convertir leurs voitures à moteur V8.
Le châssis était celui de la Healey Silverstone élargi et renforcé, de type cadre en échelle en acier. La suspension avant indépendante, provenant aussi de la Healey Silverstone, utilisait des ressorts hélicoïdaux, des bras oscillants, et une barre stabilisatrice. La suspension arrière provenait de Nash et remplaçait par des ressorts hélicoïdaux les ressorts à lames de la Silverstone, tandis que l'essieu est fixé par des barres Panhard.
Healey conçut la carrosserie en aluminium, mais la fabrication fut externalisée chez Panelcraft Sheet Metal à Birmingham. Elle intégrait une calandre Nash, les pare-chocs, et d'autres garnitures. Healey était responsable de l'assemblage final de la voiture.
La voiture avait des freins à tambour aux quatre roues. Les roues sont en acier, habillées avec des jantes plein chrome et 4 pneus à flanc blanc de 6,40 × 15 pouces. L'intérieur mettait en vedette une luxueuse sellerie cuir, des coussins en caoutchouc mousse, un volant réglable, et un allume-cigare. Les véhicules complétés furent expédiés aux États-Unis pour la vente par le réseau de concessionnaires Nash.
Un prototype fut exposé au salon de Paris en septembre 1950. Le modèle de production a débuté en février 1951 au Chicago Auto Show et Donald Healey a donné le premier exemplaire à Petula Clark. La voiture avait le numéro minéralogique PET1. Les seules couleurs disponibles étaient "Champagne Ivoire" et "Coucher de soleil Marron", mais le prix de détail suggéré (PDSF) de US$3,767 F. O. B. la Ville de New York s'est révélé non compétitif.

## Restylisation

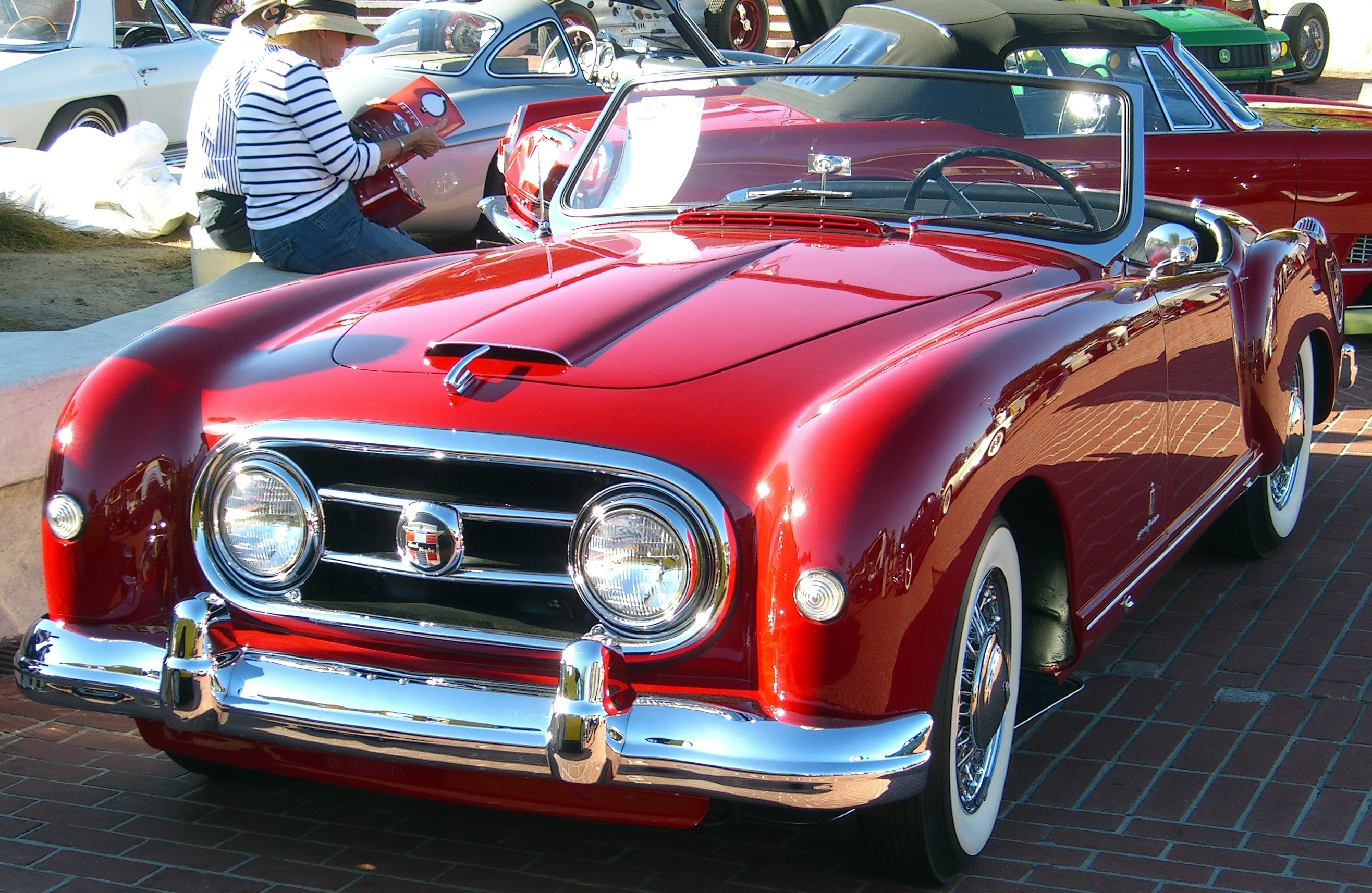
1952 Nash-Healey roadster

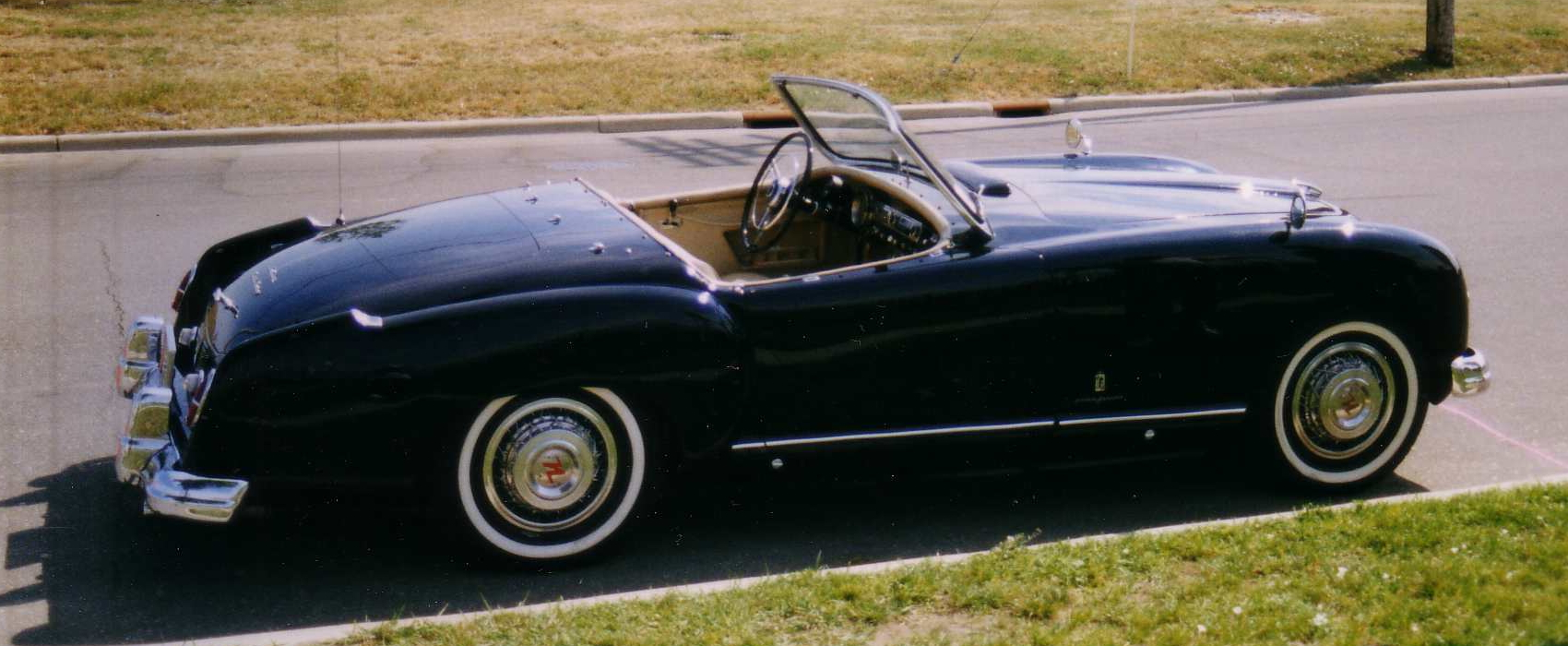
Nash-Healey roadster

### 1952
Pour 1952, Nash demanda au designer italien Pinin Farina de réviser la conception de la carrosserie de Healey. L'un des objectifs était de rendre la voiture de sport de plus en plus semblable aux autres modèles Nash. L'avant a reçu une nouvelle calandre intégrant les phares. Les côtés mettent en vedette une aile arrière se terminant par de petits ailerons. Un pare-brise incurvé a remplacé le précédent pare-brise en deux morceaux plats. La voiture est apparue la même année au Chicago Auto Show. (les modèles Nash Ambassador et Statesman adoptèrent une calandre inspirée de celle de la Nash-Healey, incluant les phares, pour 1955, et la publicité mettait en vedette la nouvelle Nash avec une Nash-Healey en arrière-plan pour montrer la ressemblance évidente.)
La Carrozzeria Pininfarina à Turin construisit la carrosserie qui, à part le capot, le couvercle de coffre et le tableau de bord en aluminium, était maintenant toute en acier. Les panneaux en aluminium permettaient un accès mécanique plus aisé et la réduction du poids à vide. Le moteur de la Nash était maintenant un 4,1 litres à double carter, fabriqué en Amérique, produisant 140 cv.
Les frais d'expédition étaient considérables : à partir de Kenosha, dans le Wisconsin, les moteurs Nash et les transmissions sont envoyés en Angleterre pour l'installation dans le châssis de la Healey, qui est ensuite envoyé en Italie, où les artisans de chez Pininfarina façonnent la carrosserie et assemblent le produit fini. Finalement, Farina exporte les voitures vers l'Amérique. En résultat le prix affiché était de $5908 en 1953, alors que la nouvelle Chevrolet Corvette était à $3513.

### 1953
Le modèle de l'année 1953 a vu l'introduction d'un nouveau coupé fermé à côté de la roadster (maintenant appelée "convertible"). En capitalisant sur la 3e place au Mans par une Nash-Healey légère spécialement construite pour la course (voir ci-dessous), le nouveau modèle a été appelé coupé "le Mans". Nash avait déjà appelé le groupe motopropulseur la "Le-Mans Double Jetfire Ambassador Six" en 1952, en référence aux exploits de la légère voiture de compétition.
Certains décrivent la nouvelle conception comme "magnifique". D'autres disent "les gens n'aiment pas la position des phares". Ce montage des phares a été décrit comme "Sécurité-Vu" car la concentration d'éclairage et leur position basse augmentait la sécurité par temps de brouillard. Le modèle "Le Mans" de 1953 a reçu le premier prix en mars au Concours d'Elégance  International qui eut lieu à Tresa, en Italie.

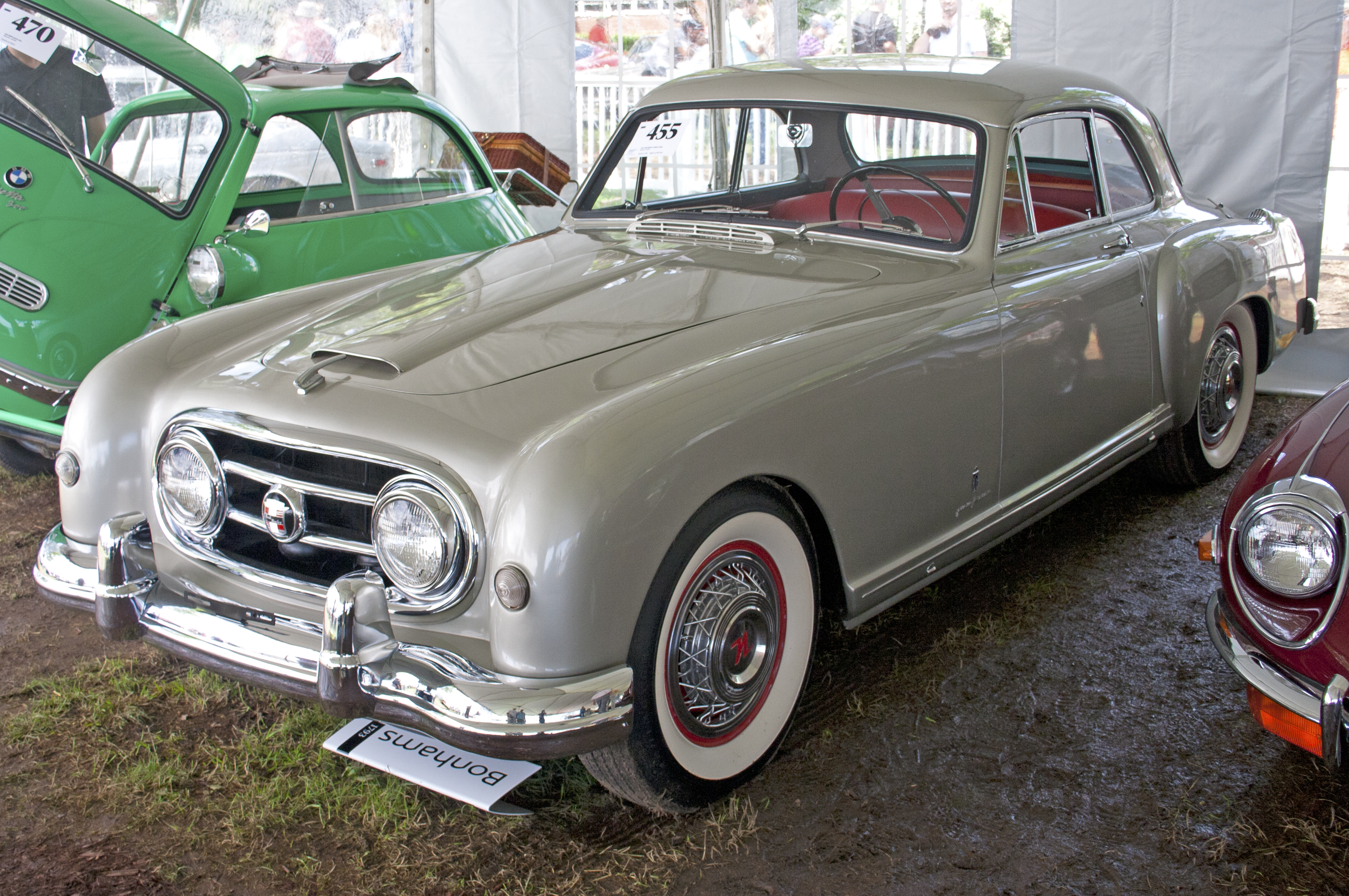
1954 Nash-Healey "Le Mans" coupé

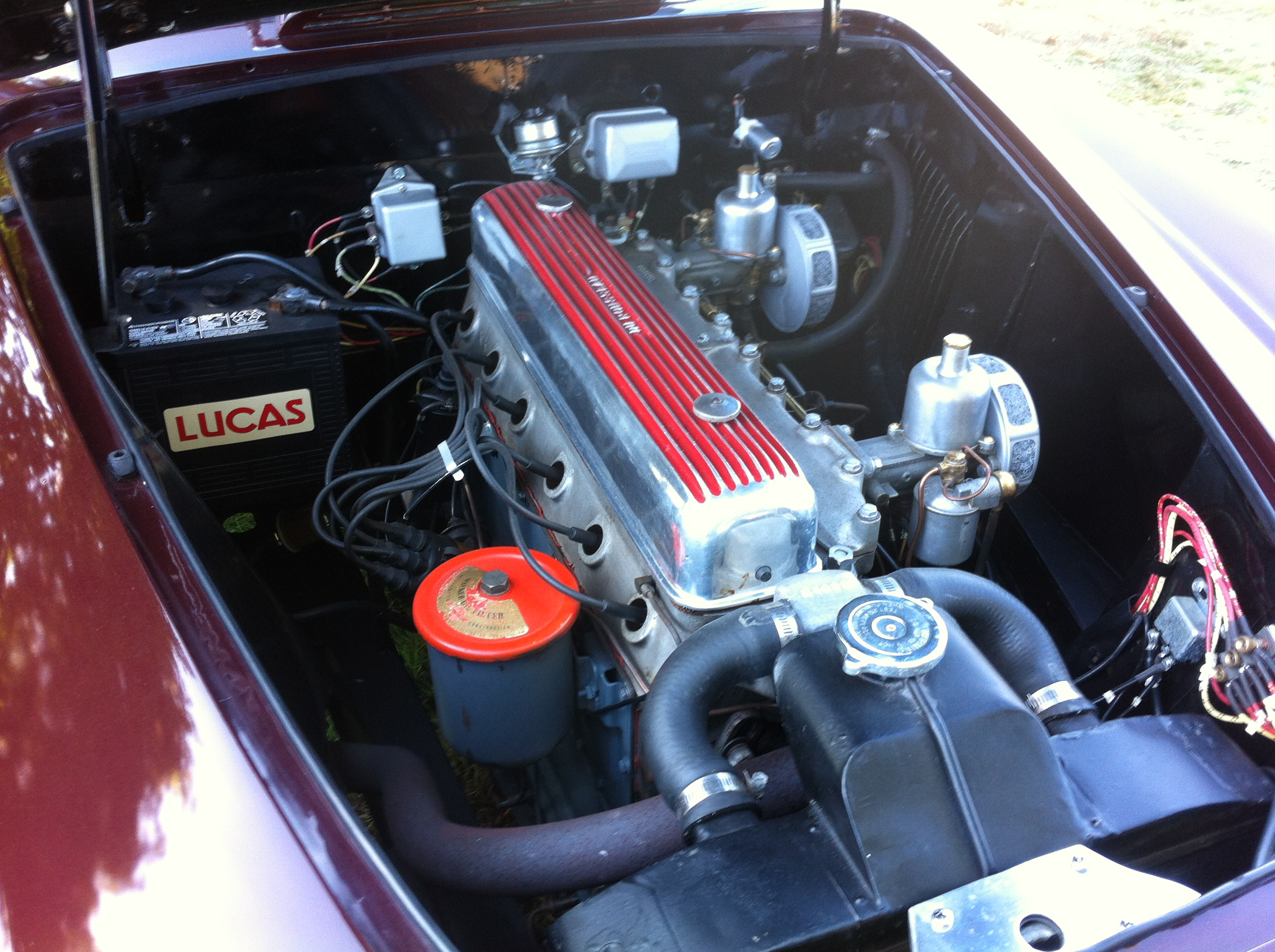
Le moteur six cylindres en ligne de la Nash Ambassador avec deux Carburateurs SU

Tirant parti de la popularité du golf pour promouvoir leurs voitures, Nash Motors et les concessionnaires de Nash ont parrainé ce que le constructeur a décrit comme "plus de 20 grands tournois de golf à travers le pays", en 1953, et le golfeur Sam Snead a été vu avec son roadster Nash-Healey sur la couverture du Nash News,. du mois de juin 1953.
Un roadster, propriété de Dick Powell, a été conduit par George Reeves, jouant Clark Kent dans quatre épisodes de la série TV des Aventures de Superman,. Un autre roadster apparaît dans le film de 1954 
Sabrina avec les acteurs Humphrey Bogart, William Holden, et Audrey Hepburn.

### 1954
Nash Motors est devenu une division de l'American Motors Corporation (AMC) qui fut formée en résultat d'une fusion avec la Hudson Motor Car Company en janvier 1954. Nash était confronté avec des ressources marketing, de promotion et de développement limitées vu la niche de marché de la voiture par rapport aux modèles se vendant en plus grands volumes. À cette époque, AMC savait qu'un modèle de Ford Thunderbird également luxueusement équipé de deux sièges cuir, mais avec la puissance d'un V8, était prévu. À la lumière de la faiblesse des ventes des années précédentes, Nash retarde de lancement du modèle 1954 jusqu'au 3 juin et abandonne les convertibles, en gardant uniquement le coupé "Le Mans" retravaillé, qui se distingue par une fenêtre arrière en trois parties au lieu de la précédente d'une seule pièce de verre.
Healey s'est ensuite concentré sur sa nouvelle Austin-Healey 100, "et la Nash-Healey a dû être abandonnée." Bien que les frais de transport internationaux fussent un facteur de coût important, Nash coupa le prix POE (port d'entrée) de plus de $1200 à $5128. La production cessa en août. Les quelques voitures restantes de 1954 ont finalement été vendues comme modèles 1955.

## Course

### Panamericana pace car
Une Nash-Healey a servi en 1951 de voiture officielle à la Carrera Panamericana, décrite comme une des courses de voitures les plus dangereuses au monde, toutes catégories confondues. Pilotée par Chuck Stevenson, la Nash-Healey précédait les concurrents pour s'assurer que la route fut dégagée dans la "plus grande course au monde sur route".

### Courses d'endurance
Pour créer un pédigrée sportif pour la marque, Donald Healey construisit quatre Nash-Healey légères pour des courses d'endurance. Comme les véhicules de série, elles avaient des mécaniques Nash Ambassador. Cependant, le montage de têtes de cylindres en aluminium permettant une haute compression, des collecteurs spéciaux, et deux carburateurs SU amena la puissance à 200 cv. Les voitures avaient des carrosseries de course en aluminium, légères et spartiates. Trois versions ouvertes ont été construites, et un coupé. Ces voitures ont concouru à quatre épreuves du Mans et une Mille Miglia.

#### 1950 Le Mans
Tony Rolt et Duncan Hamilton ont emmené le prototype faire ses débuts au Mans en 1950. Il fut le premier au Mans ayant une surmultipliée. Non seulement la voiture fut l'une des 29 à terminer la course sur 66, mais elle a également terminé à la quatrième place. Cette réalisation remarquable scella le contrat entre Healey et Nash pour une production limitée de voitures de route. Roger Menadue, chef du département expérimental Healey, a joué un rôle important dans le succès : Il a creusé des fentes dans les disques des freins et mis le mécanisme de réglage à l'extérieur à l'aide d'un petit levier. Il était désormais possible d'ajuster les freins en quelques secondes lors des arrêts au stand, sans soulever la voiture — une innovation qui a été dite épargner une demi-heure à chaque arrêt.

#### 1951 Le Mans
Dans la course du Mans de 1951 Rolt et Hamilton (qui gagneront deux ans plus tard avec une Jaguar Type C) ont pris la quatrième place dans la classe et la sixième place du classement général derrière une Jaguar, deux Talbot-Lagos et deux Aston Martin. Ils ont terminé immédiatement devant les deux Ferrari et une autre Aston Martin.

#### 1952 Le Mans

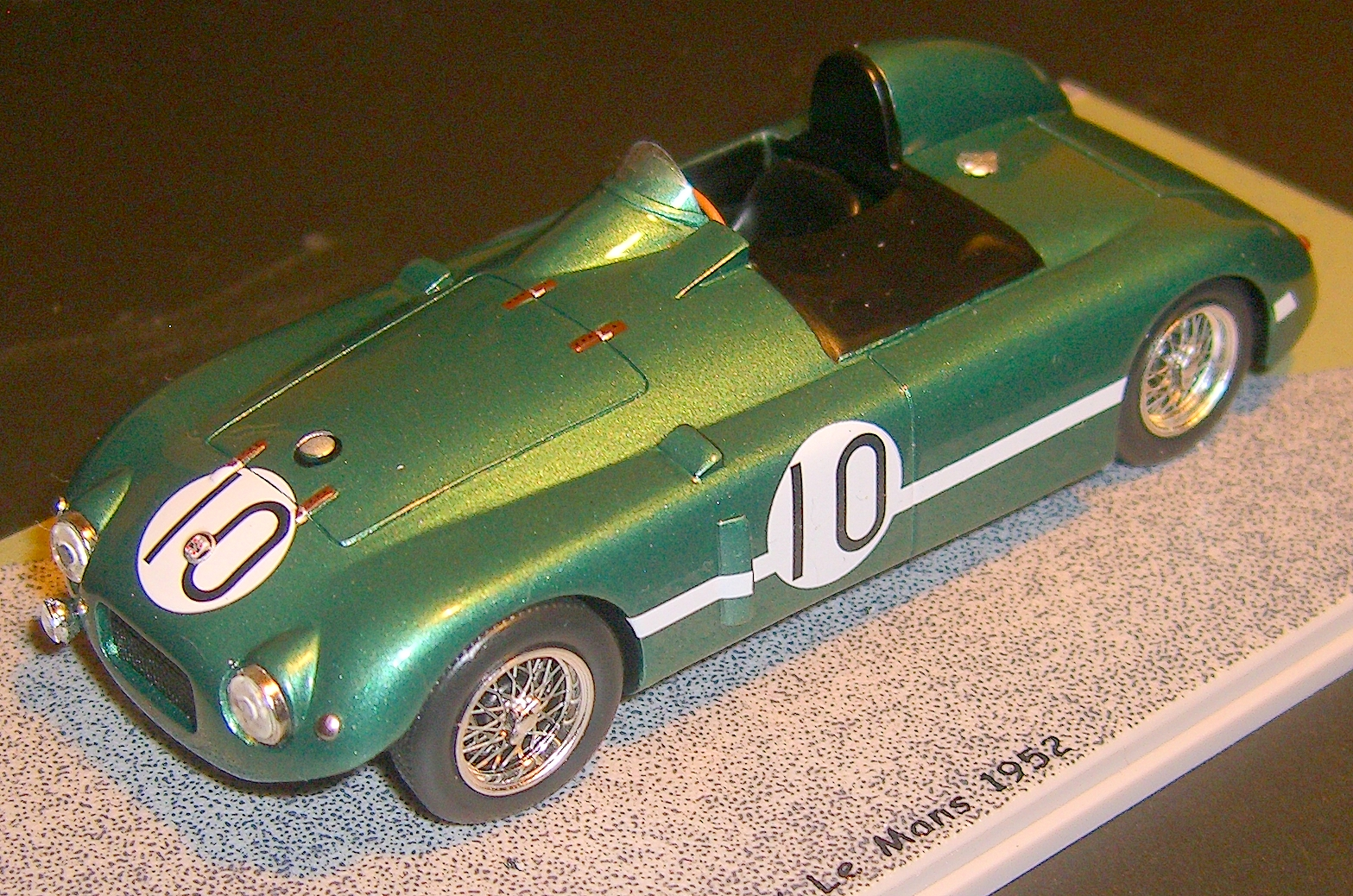
Modèle à l'échelle de la Nash-Healey légère qui remporta la troisième place au Mans en 1952

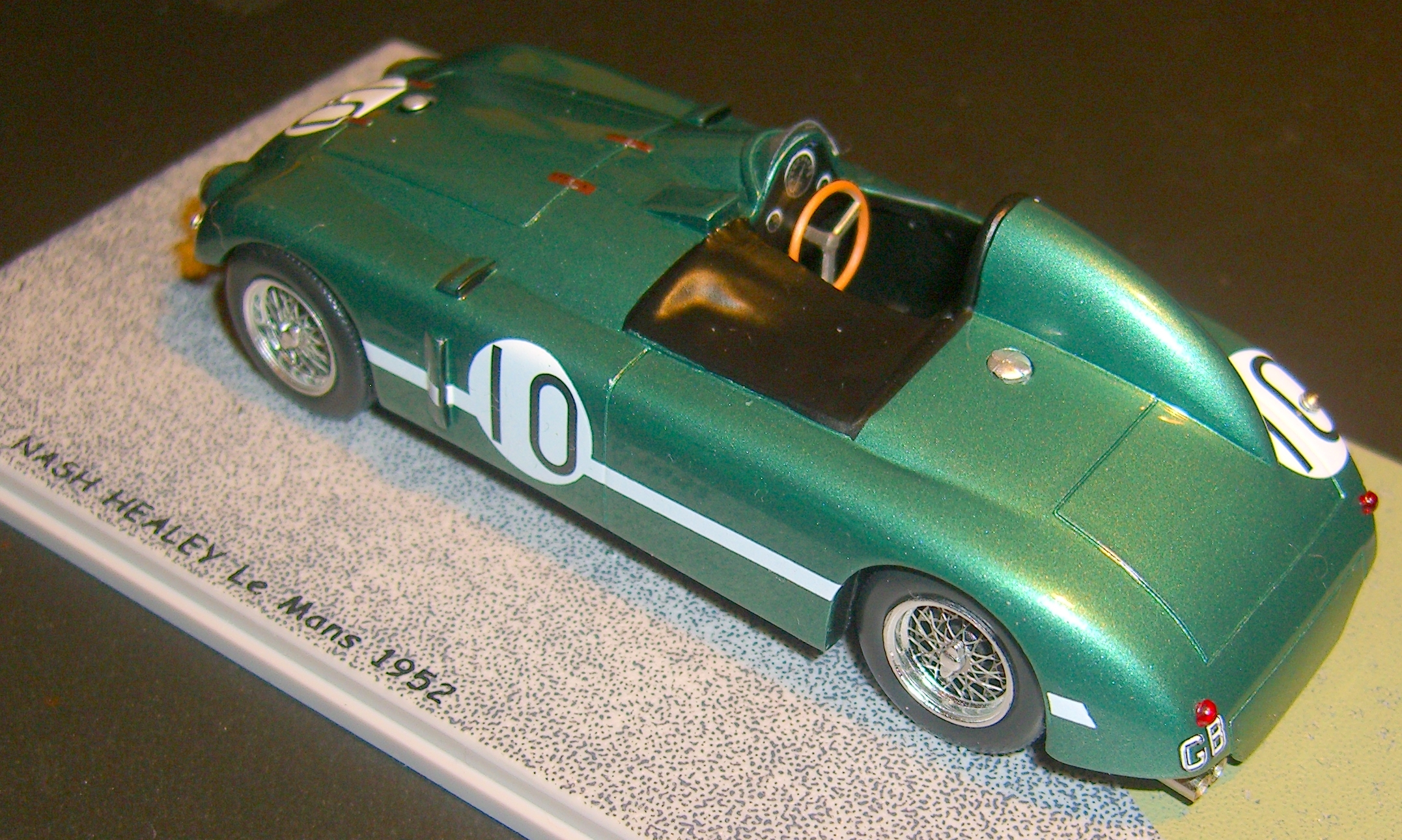
1952 Le Mans (modèle)

Aux 24 Heures du Mans 1952, alors que seulement 17 des 58 partants terminent la course, la voiture pilotée par Leslie Johnson—pilote ayant le flair de Tazio Nuvolari, dit Louis Chiron—et du journaliste automobile Tommy Wisdom a remporté la troisième place derrière les deux Mercedes-Benz 300SL d'usine; également premiers de leur classe, devant la Ferrari de Chinetti, et la seconde dans la Coupe Rudge-Whitworth de la meilleure performance au cours de deux années consécutives. En outre, ils ont remporté le Challenge Cup du Moteur d'Or. Les pilotes dirent que la voiture était plus agile dans les virages que ses concurrentes exotiques. Elle a consommé 18 litres aux cent et le moteur n'a pas eu besoin d'huile ou d'eau sur l'ensemble des 24 heures. La voiture avait été construite en partant de zéro en une quinzaine de jours, Menadue et son assistant Jock Reid ont fabriqué la carrosserie en moins d'une semaine, à vue, sans aucun plan. Healey en a dit : “C'est un vilain bougre, n'est-ce pas, Roger ?”

#### 1952 Mille Miglia
La même année, Johnson a engagé la voiture aux Mille Miglia, la course italienne des mille milles sur route qui sera interdite car trop dangereuse cinq ans plus tard. Le correspondant automobile du Daily Telegraph l'accompagnait en tant que passager. Ils ont terminé à une honorable septième place au classement général derrière les Bracco de l'équipe Ferrari, les Mercedes-Benz 300SL de Kling et Caracciola, et trois Lancias ; ils ont également pris la quatrième place de la classe. Le coupé piloté par Donald Healey et son fils Geoffrey s'est écrasé.

#### 1953 Le Mans
Pour l'édition 1953 l'usine, avec Johnson et Bert Hadley dans l'une des deux voitures, avec repensé la carrosserie. Johnson a démarré à la 27e place. Bien que lui et Hadley eurent une avancée constante lors de la course, ils arrivèrent onzièmes, avec 39 tours de retard sur la Jaguar gagnante, malgré une vitesse moyenne de 148,78 km/h—plus que l'année précédente pour la troisième place. Cependant, ils ont battu deux autres voitures de Donald Healey, la nouvelle Austin-Healey 100. La deuxième Nash-Healey de Veyron et Giraud-Cabantous a dû abandonner après neuf tours.
Ceci conclut le programme de course de voitures de compétition légères de l'usine. En 1952 la voiture gagnante du Mans et des Mille Miglia est passée en propriété privée et s'est enfuie en Amérique.

### Héritage
En 1956, American Motors a présenté son premier moteur V8 de 4,1 litres de cylindrée développant 190 cv avec deux carburateurs. En 1957, AMC porte son nouveau V8 à 5,4 litres de cylindrée et l'utilise au cours de la dernière année de production de voitures de luxe comme la Nash Ambassador et la Hudson Hornet. Ce moteur a également été en vedette dans le tout nouveau "compact" Rambler Rebel, avec des poussoirs de soupape et une puissance de 255 cv avec quatre carburateurs et de 288 cv avec l'option Bendix, le système d'injection électrique de carburant. Une Rambler Rebel à injection de carburant a été alignée à la Pure Oil Daytona. Le Rambler Rebel est créditée pour avoir été la première voiture muscle d'usine, étant plus rapide que la Chrysler 300, la Dodge D500, la Desoto Aventurier, et toutes les autres berlines américaines en 1957. La seule voiture plus rapide était la Corvette de 4,6 litres à boîte manuelle quatre vitesses à injection de carburant.
Le V8 327 aurait été tout à fait adapté à la Nash Healey. L' Automobile Manufacturers Association a finalement instauré des limites aux constructeurs parrainant des activités qui idéalisent la vitesse et les performances en 1957. American Motors a observé à la fois la lettre et l'esprit de la résolution de l'AMA, qui voulait éviter à l'industrie automobile une course à la puissance des moteurs. En 1962, American Motors a même adopté le slogan publicitaire, "Pourquoi ne pas nous saisir d'une Rambler V-8s de haute performance dans la course ? Parce que la seule course dont Rambler se soucie est celle de la race humaine !", Le constructeur automobile misait sur la réussite de sa ligne compacte Rambler American, de ses Rambler de taille moyenne, et de son offre orientée luxe Ambassadeur.

## Production
Un total de 507 Nash-Healeys furent assemblées durant les quatre années de sa production :
- 1951 - 104 (roadsters) lhd N-Type plus 1 rhd G-Type G525 (30 voitures supplémentaires furent vendues avec des moteurs Alvis ou Healey[10].)
- 1952 - 150 (roadsters)
- 1953 - 162 (roadsters et coupés)
- 1954 - 90 (coupés)

Le registre Nash-Healey compte 520 entrées, y compris les prototypes et les véhicules de compétition.
Pour une comparaison en contexte, la Nash-Healey est mise sur le même pied que la Kaiser Darrin de 1953, la Chevrolet Corvette de 1953, et la Ford Thunderbird de 1955. Le prix public de la Nash-Healey approchait les 6000 $, à comparer avec environ 3500 $ pour la Chevrolet Corvette et 3000 pour la Ford Thunderbird 1955.

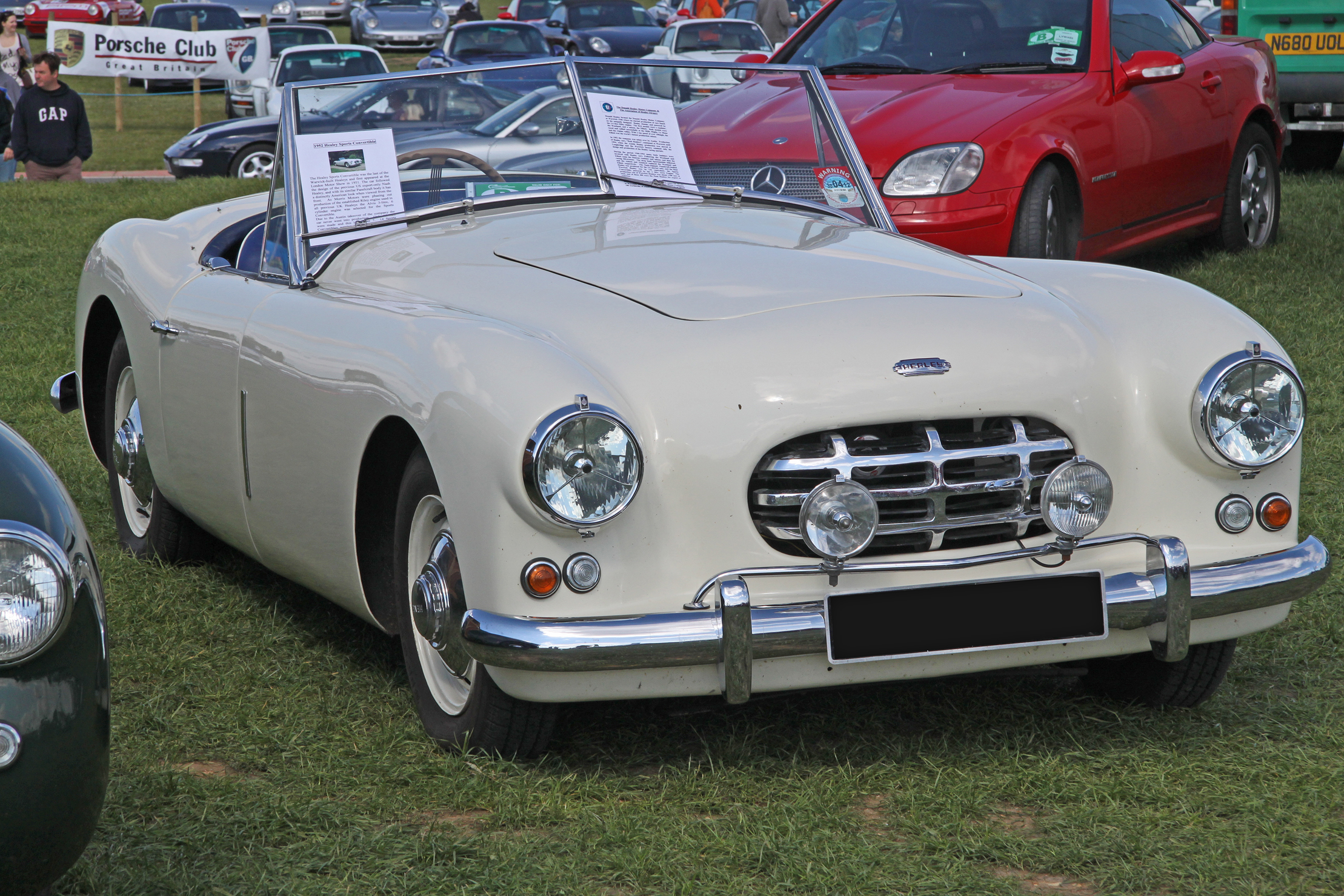
Healey Sport Convertible
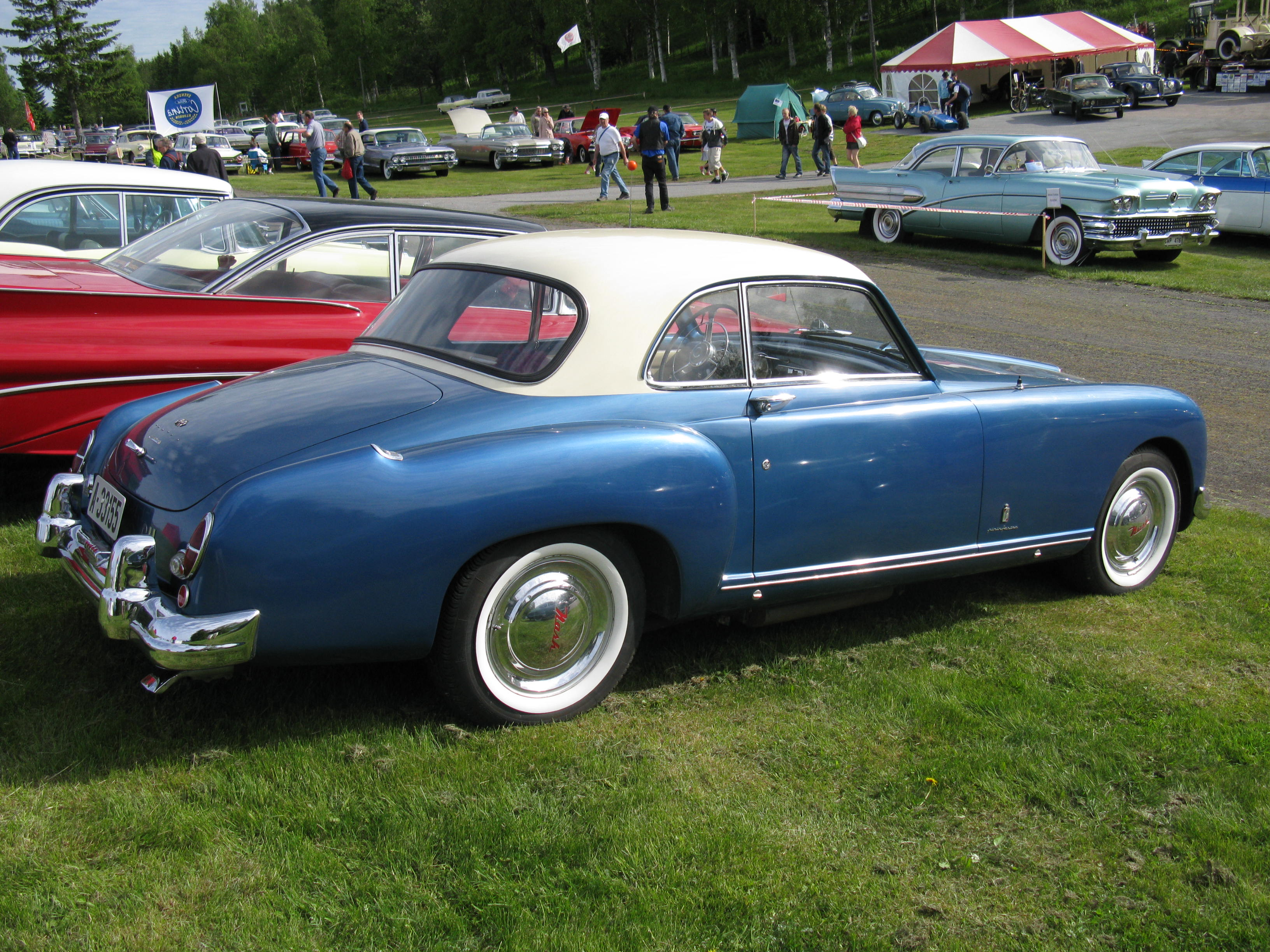
Coupé
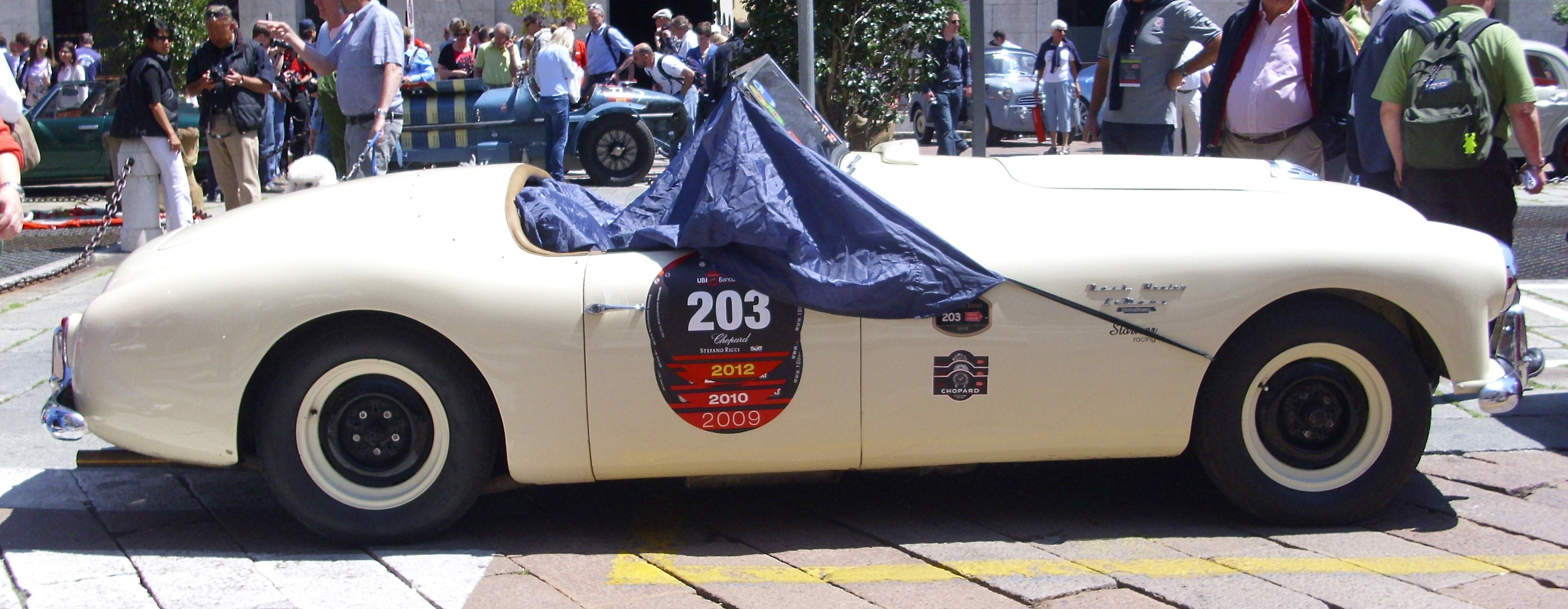
La voiture alignée au Mans en 1951
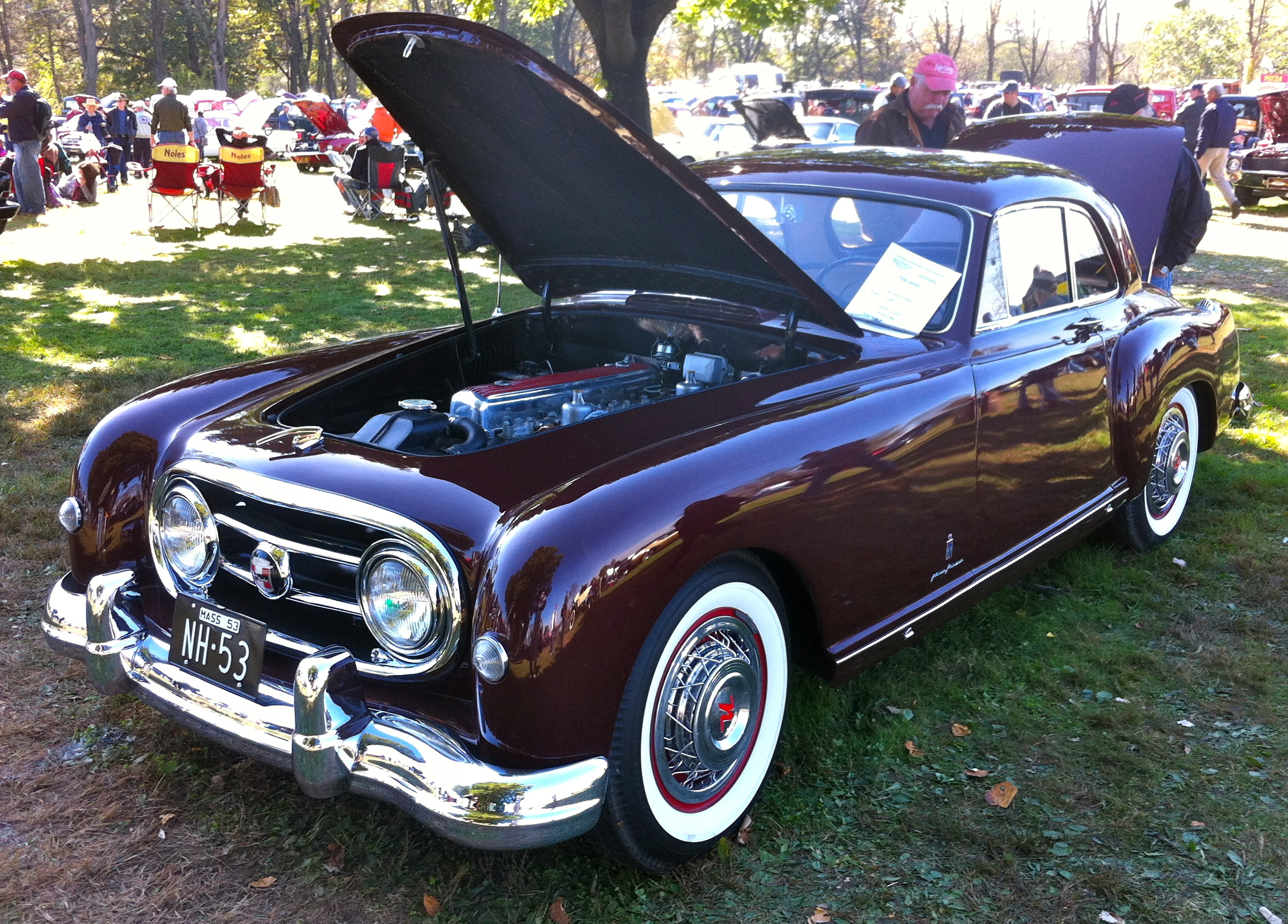
Un coupé Hershey de 1953
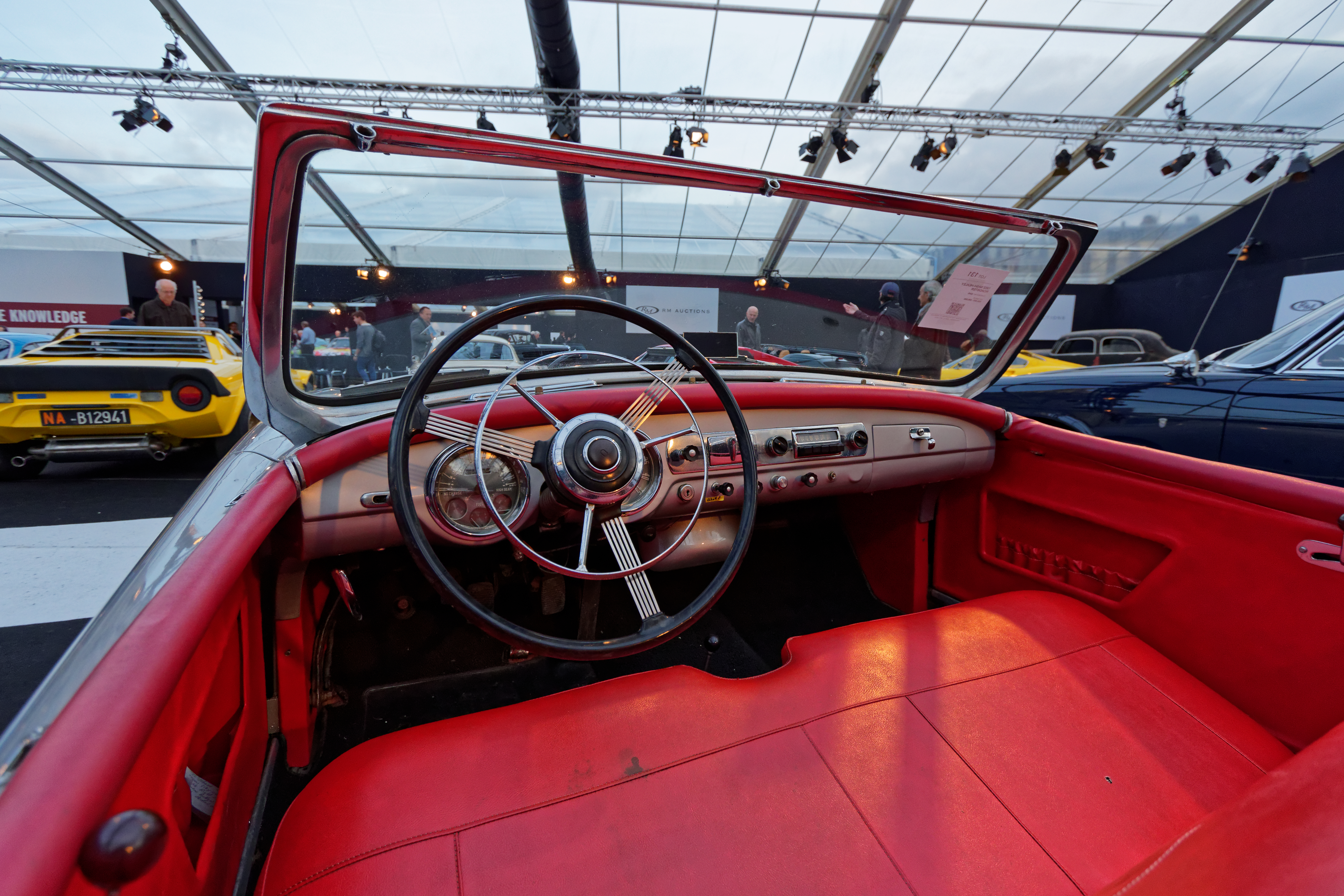
Intérieur du roadster de 1952